# دئان فونز (کوردوبا)
دئان فونز (به اسپانیایی: Deán Funes) یک منطقهٔ مسکونی در آرژانتین است که در Ischilín Department واقع شده‌است. دئان فونز ۲۱٬۲۱۱ نفر جمعیت دارد و ۷۰۰ متر بالاتر از سطح دریا واقع شده‌است.